# Phrynobatrachus irangi
Phrynobatrachus irangi é uma espécie de anfíbio da família Petropedetidae.
É endémica do Quénia.
Os seus habitats naturais são: regiões subtropicais ou tropicais húmidas de alta altitude e rios.
Está ameaçada por perda de habitat.